# Islamische Religionspolizei
Die islamische Religionspolizei (arabisch مطوع muṭawwiʿ, Plural:  مطوعون muṭawwiʿūn – abgeleitet aus dem klassischen Arabisch: mutaṭawwiʿa/muṭṭawwiʿa) ist die offizielle Polizei einiger islamischer Staaten, die im Auftrag des Staates die Scharia-Vorschriften bezüglich des religiösen Verhaltens durchsetzt. Begründet wird die Einrichtung einer Religionspolizei mit der koranischen Vorschrift, das Rechte zu gebieten und das Verwerfliche zu verbieten.

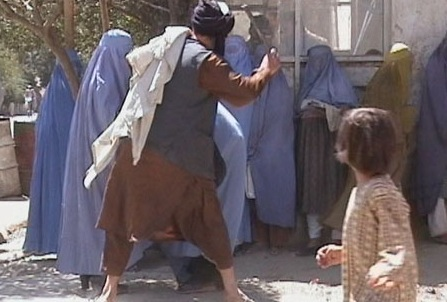
Ein Religionspolizist der Taliban schlägt auf eine Frau ein, die ihre Burka in der Öffentlichkeit nicht vorschriftsmäßig getragen hat. 2001 in Kabul durch die RAWA mit versteckter Kamera aufgenommen

## Aufgaben
Die Aufgaben der islamischen Religionspolizei bestehen darin, die Gesetze der Scharia durchzusetzen und Regelverstöße, wie beispielsweise gegen die vorschriftsmäßige Kleidung von Frauen zu verhindern. Sie ist dazu befugt, Männer, die sich mit Frauen unterhalten, mit denen sie nicht verheiratet oder verwandt (nur auf Geschwister und Eltern bezogen) sind, zu verhaften. Sie ist auch berechtigt, Produkte, die als unislamisch gelten, zu verbannen und zu konfiszieren wie z. B. Barbie-Puppen, CDs/DVDs von westlichen Musikgruppen, Fernsehsendungen und Filme.
Die islamische Religionspolizei achtet auch auf die Einhaltung islamischer Essensgebote, die unter anderem die Verhinderung des Verkaufs von Alkohol sowie die Unterbindung des Verkaufs von Schweinefleisch umfassen.
Eine weitere Aufgabe ist es, die Konversion vom Islam zu einem anderen Glauben (irtidad) zu verhindern, was nach der Scharia mit dem Tode bestraft wird, sowohl für die Konvertiten als auch für die Missionare (siehe dazu auch Christenverfolgung in der islamischen Welt), in leichteren Fällen durch Verbannung und Deportation der Missionare. Weitere Aufgaben sind: Verfolgung von Homosexualität und Prostitution und Kontrolle der Ladenschließungen während der Gebetszeit.

## Verbreitung
Im Januar 2006 gab es eine islamische Religionspolizei in Ägypten, Saudi-Arabien, Iran, Indonesien, Jemen, Libyen, Malaysia, Sudan, den palästinensischen Gebieten sowie Teilen Pakistans und Nigerias. 

### Saudi-Arabien
In Saudi-Arabien ist die Religionspolizei als „Ausschuss für die Verbreitung der Tugend und Verhinderung von Lastern“ (engl. Committee for the Promotion of Virtue and the Prevention of Vice, CPVPV) bekannt. Die Religionspolizei stammt in Saudi-Arabien aus der konservativen Bewegung der Salafisten bzw. Wahhabiten, deren Auslegung des Islam unter dem Haus Saud Staatsreligion ist.

#### Geschichte und rechtliche Grundlage
Gegründet wurde die Behörde 1940. Begründet wird sie mit dem Artikel 23 der Grundordnung, in der es heißt: „Der Staat schützt den islamischen Glauben, wendet die Schari'a an, gebietet, was recht ist, und verbietet, was verwerflich ist. Er erfüllt die Pflicht, (die Menschen) zum Islam einzuladen (Da'wa).“
Anfang 2009 wurde der ehemalige Präsident Ibrahim Bin Abdullah Al-Ghait auf Anordnung von König Abdullah durch den stellvertretenden Justizminister Abd al-Aziz bin Abdullah Al asch-Schaich ersetzt, der als moderater und offener für Reformen gilt. Er befürwortet die Arbeit der Behörde mit „milden“ Mitteln und ohne Gewalt; siehe dazu auch: Kein Zwang in der Religion.

#### Aktivitäten
Die Religionspolizei patrouilliert in den Straßen des Landes, um unter anderem das Verhalten und die vorschriftsmäßige Kleidung von Frauen zu überwachen. Sie besitzt ebenfalls eine „Interne Abteilung“, die das Schmuggeln von Alkohol und anderen Drogen bekämpft.
Zum Valentinstag ist der Verkauf vieler Produkte in der „Liebes-Farbe“ Rot verboten, um die Bevölkerung von diesem „heidnischen“ Spektakel fernzuhalten. Die Religionspolizei verhindere den Verkauf roter Rosen, roter Plüschteddys, roter Glückwunschkarten und anderer roter Geschenkartikel, berichteten Ladenbesitzer.
15 Schülerinnen starben am 11. März 2002 beim Brand eines Schulgebäudes in Mekka, weil sie durch Wächter der islamischen Religionspolizei mit Schlägen am Verlassen des brennenden Schulgebäudes gehindert wurden. Da die Mädchen nicht den in Saudi-Arabien für Frauen vorgeschriebenen schwarzen Ganzkörper-Schleier trugen, hätte die Möglichkeit bestanden, dass die Feuerwehrmänner ihre Haare sehen können. Aufgrund dieses Vorfalls erging acht Jahre später ein Erlass des Erziehungsministeriums an alle Schulleiter und Wachmänner, Rettern bei Notfällen unmittelbar Zugang zum Schulgelände zu gewähren.
Zwischen 2006 und 2007 nahm die Religionspolizei zudem nach eigenen Angaben über einhundert sogenannte „Zauberer“ fest. Zauberei gilt in Saudi-Arabien als Straftat. In einigen Städten wie Dschidda, Mekka und neuerdings auch der Hauptstadt Riad ist der Verkauf und das Ausführen von Katzen und Hunden verboten, da dies laut Religionspolizei häufig die Kontaktaufnahme zwischen Männern und Frauen begünstige. Das Tier kann bei Zuwiderhandlung beschlagnahmt werden.
Die Religionspolizei verfügt über eine eigene Homepage, auf der lange Zeit unislamisches Verhalten angezeigt werden konnte.

#### Reformen
Im Mai 2006 erließ das Innenministerium ein Dekret, das die Religionspolizei dazu zwingt, im Falle einer Verhaftung die Verhafteten an die reguläre Polizei zu übergeben. Die Entscheidung zur Anzeige und zur Einbeziehung der Staatsanwaltschaft liegt ebenfalls bei der regulären Polizei.
Im Juli 2006 gab das Innenministerium bekannt, dass die Beamten der Religionspolizei nur noch in Ausnahmefällen einschreiten und Leute bis zum Eintreffen der Polizei vor Ort festhalten dürfen. Noch im gleichen Jahr wurde erklärt, dass die Religionspolizei niemanden mehr wegen „unislamischen Verhaltens“ aufhalten, arrestieren oder verhören dürfe. Zuvor genoss sie noch weitreichende Befugnisse.
Die Religionspolizei verkündete am 10. Juni 2007 die Gründung einer „Abteilung für Regeln und Vorschriften“, deren Aufgabe es ist, die Aktivitäten der Religionspolizei zu überwachen und gegebenenfalls zu unterbinden. Das Ziel der Reformen ist die Einschränkung der Befugnisse und langfristig eventuell die Abschaffung der Behörde. Ab April 2008 plant man die Einführung regelmäßiger Kurse für die Polizisten, in denen das Benehmen gegenüber Nichtmuslimen und Ausländern geschult werden soll.
Im Januar 2012 wurde von König Abdullah eine noch „moderatere“ Gangart der Religionspolizei angekündigt. Abd al-Aziz bin Abdullah Al asch-Schaich erließ daraufhin ein Gutachten, das Freiwillige im Dienst verbot. Im April 2012 erließ er ein weiteres Gutachten, in dem er verbot, die Bürger zu belästigen, und drohte mit entschlossenen Maßnahmen gegen aufdringliche und gewalttätige Religionspolizisten. Die Aufgabe der Religionspolizei sei nur, auf Fehlverhalten hinzuweisen. Den Frauen legte er nahe, aufdringliche Religionspolizisten bei der regulären Polizei anzuzeigen. Nur diese habe die Befugnis, rechtliche Schritte gegen Bürger einzuleiten. Seit den Reformen sind die Religionspolizisten in der Regel mit einem Beamten der regulären Polizei unterwegs, welcher befugt ist, die Identität von Passanten festzustellen und die Personalien aufzunehmen. Um bestimmte Aufgaben besser erfüllen zu können, gab die Religionspolizei im Oktober 2012 bekannt, Frauen einstellen zu wollen.
Nach Medienberichten verbietet die Religionspolizei in Saudi-Arabien es seit 2013 Frauen nicht mehr, Fahrrad zu fahren, sofern sie dies in Erholungsgebieten in Begleitung eines männlichen Verwandten und unter Wahrung der gesetzlichen Bekleidungsvorschriften tun.

### Iran
In der Islamischen Republik Iran rekrutiert sich die Religionspolizei aus der Zwölfer-Schia, da diese gleichzeitig Staatsreligion ist, und wurde direkt nach der Islamischen Revolution ins Leben gerufen. Im Dezember 2022 kündigte die Generalstaatsanwaltschaft nach wochenlangen Protesten laut offiziell unbestätigten Presseberichten die Auflösung der Gascht-e Erschad an. Die Auflösung wurde nicht umgesetzt; seit dem 16. Juli 2023 wird die Religionspolizei wieder eingesetzt.

### Pakistan
In der pakistanischen Millionenstadt Peschawar hat das Parlament Mitte 2005 die Einsetzung einer Religionspolizei beschlossen.

### Ägypten und Jemen
In Ägypten und im Jemen befinden sich die Mutawwaʿīn unter der Führung der regulären staatlichen Polizei, um die staatlichen Interpretationen des Islam durchzusetzen. Hier haben die Mutawwaʿīn keine weitreichenden Befugnisse. Zusätzlich fehlt der Einfluss auf die Öffentlichkeit, wie er etwa in Saudi-Arabien vorhanden ist. Besonders in Ägypten wurde die Muslimbruderschaft bis 2012 nicht von der Regierung unterstützt und stand den Interessen des Staates entgegen. Daher ist die Macht der Kleriker hier besonders beschränkt.

### Nigeria
Im Norden Nigerias sind die Hisba-Gruppen islamisch vigilante Gruppen. Nach der Wahl des Christen Olusegun Obasanjo zum Präsidenten von Nigeria akzeptieren seit 2000 folgende Bundesstaaten die Schari'a als ihr Rechtssystem, werden damit zu islamischen Gottesstaaten und nutzen entsprechend die Institution Hisbah:
- Nordwesten: Zamfara, Sokoto, Kebbi, Kano, Jigawa, Katsina und Kaduna
- Nordosten: Yobe, Borno, Bauchi und Gombe im Nordosten,
- Mitte: Niger.

Die Hisbah-Gruppen sind nicht wohlorganisiert und stehen auch nicht unter einem zentralen Kommando. Aber sie sind häufig Auslöser heftiger Konflikte mit Christen (siehe auch Christentum in Nigeria#Konflikte) und sonstigen „Ungläubigen“. Die meisten Hisbah-Gruppen werden von den Regierungen ihrer theokratischen Bundesstaaten gesponsert.
Die Human Rights Watch berichtete im September 2004 ausführlich über die Anwendung der Schari'a und die Hisbah-Gruppen in den obigen Bundesstaaten. Beim Weltverfolgungsindex steht Nigeria im Jahr 2024 auf einem unrühmlichen sechsten Platz.

### Afghanistan
Nachdem die Religionspolizei mit dem Sturz des ersten Taliban-Regimes aufgelöst worden war, forderte ein muslimischer Rat 2006 die Wiedereinführung, dies wurde auch vom damaligen Präsidenten Hamid Karzai befürwortet. Die Religionspolizei solle nicht so streng wie zur Zeit der Taliban handeln, z. B. solle es keinen Schleierzwang für Frauen geben. Das Thema entzweite die afghanische Gesellschaft.
Infolge der Wiederergreifung der Macht durch die Taliban 2021 kehrte die Religionspolizei zurück. Die Situation für Frauen hat sich dadurch ebenso verschlechtert wie diejenige der religiöse Minderheiten, etwa die der Christen.

### Indonesien
Während die Menschen in Indonesien überwiegend einem moderaten Islam anhängen, gilt einzig in der Provinz Aceh seit 2001 die Scharia. Dort geht die islamische Religionspolizei massiv gegen als „unislamisch“ deklarierte Verhaltensweisen vor: Wer Kleidervorschriften missachtet, wird bestraft. So können Verstöße durch öffentliches Züchtigen mit dem Bambusrohr bestraft werden. Anderes abweichendes Verhalten im Alltag kann mit zur Abschreckung inszenierten „Umerziehungsmaßnahmen“ geahndet werden, wie im Dezember 2011 eine Gruppe von 64 Punks erfahren musste. Ihnen wurden die Köpfe rasiert, und sie wurden außerhalb der Stadt einem Umerziehungsprogramm unterworfen. Im Juni 2012 wurde ein bekennender 30-jähriger Atheist zu zweieinhalb Jahren Haft verurteilt. Die Religionspolizei achtet auch darauf, dass allgemein Frauen ohne männliche Begleitung nach 23 Uhr nicht mehr auf der Straße angetroffen werden. Auch Homosexualität wird geahndet. Im Jahr 2016 erlitten laut Human Rights Watch 339 Menschen Körperstrafen, unter anderem Auspeitschung wegen Verstößen gegen die Scharia.

### Malaysia
Obwohl die Bevölkerung Malaysias nur etwa zur Hälfte aus Muslimen besteht, gibt es in dem islamisch geprägten Land eine islamische Religionspolizei. Auch Nicht-Muslime wurden schon von der islamischen Religionspolizei ob der Einhaltung islamischer Prinzipien kontrolliert.

### Palästinensische Gebiete
Im Westjordanland wurde im Herbst 2007 eine „Moralpolizei“ gegründet, um im Wettstreit darum, wer am islamischsten ist, mit der Hamas im Gazastreifen mithalten zu können. Dort werden islamische Regeln von der Hamas rigoros durchgesetzt. „Was gestattet ist und was nicht, wird von der Moralpolizei nach eigenem Gutdünken ausgelegt“, schreibt die Neue Zürcher Zeitung zur Situation im Westjordanland. Diese Truppe wurde nur für den Fastenmonat Ramadan gegründet und sollte die Einhaltung der Fastenregeln in der Öffentlichkeit durchsetzen, eine rechtliche Handhabe gegen Verstöße hatte sie formell nicht. Berichte über einen Fortbestand der Truppe nach diesem Ramadan lassen sich nicht finden.